# Хален
Хален — коммуна в провинции Лимбург. Население — 8624 человека (2006). Площадь составляет 36,29 км² при плотности населения 238 чел./км². Во время Первой мировой войны, 12 августа 1914 года, в ходе битвы при Халене, в районе коммуны осуществлялись переправы через реку Гете.